# 크로네커 정리
추상대수학에서 크로네커 정리(독일어: Satz von Kronecker) 또는 체 이론의 기본 정리(The fundamental theorem of field theory)란 다항식환에 대한 정리이다.

## 정의
체 {\displaystyle F} 위의 다항식환 {\displaystyle F[x]}의 원소 {\displaystyle f(x)\in F[x]}가 주어졌다고 하고, {\displaystyle f(x)}는 상수가 아니라고 하자. 크로네커 정리에 따르면, {\displaystyle f(x)}가 영점을 갖는 {\displaystyle F}의 확대체 {\displaystyle K/F}가 항상 존재한다. 즉, 자연스러운 포함 준동형 {\displaystyle \iota \colon F[x]\hookrightarrow K[x]}에 대하여,
{\displaystyle \iota (f(x))(a)=0}
인 {\displaystyle a\in K}가 존재한다.

## 증명
이러한 확대체 {\displaystyle K}는 구체적으로 다음과 같다. {\displaystyle F}가 체이면, {\displaystyle f(x)}는 {\displaystyle F}상에서 기약인 다항식들의 곱으로 나타낼 수 있다. 이를,
{\displaystyle f(x)=P_{1}(x)P_{2}(x)...P_{n}(x)}
로 쓴다. 이들 중 임의로 하나를 뽑아서 {\displaystyle P_{i}(x)=a_{0}+a_{1}x+...+a_{m}x}이라 하자.
그러면, {\displaystyle F[x]}는 주 아이디얼 정역이므로 이 위에서 {\displaystyle P_{i}(x)}에 의한 주 아이디얼 {\displaystyle \langle P_{i}(x)\rangle }는 극대 아이디얼이 된다. 이제 새로운 체를
{\displaystyle K=F[x]/\langle P_{i}(x)\rangle }
로 유도하면, {\displaystyle F}로부터 {\displaystyle K}로 가는 함수 {\displaystyle g(a)}를 다음과 같이 잡았을 때,
{\displaystyle g(a)=a+\langle P_{i}(x)\rangle }
{\displaystyle g(a)}가 단사 함수인 환 준동형이 되는 것은 쉽게 보일 수 있다. 이 {\displaystyle K}가 바로 구하려던 확대체이다.
실제로, 대입함수를 구성해서 {\displaystyle P_{i}(x)}가 해를 가짐을 보일 수 있다. {\displaystyle F[x]}에서 {\displaystyle K}로의 대입함수 {\displaystyle h_{A}}를 다음과 같이 구성하면;
{\displaystyle A=x+\langle P_{i}(x)\rangle }에 대하여, {\displaystyle h_{A}}
이 대입함수에 {\displaystyle P_{i}(x)}를 넣었을 때 {\displaystyle A}가 영점이 됨을 알 수 있다. 따라서 이것은 {\displaystyle f(x)}의 영점 역시 된다.

## 따름정리
크로네커 정리를 통해 바로 다음 따름정리가 유도된다:
- 체 {\displaystyle F}에 의해 생성된 {\displaystyle F[x]}상의 n차 다항식 {\displaystyle f(x)}을 {\displaystyle f(x)=a(x-c_{1})(x-c_{2})(x-c_{3})...(x-c_{n})} 꼴로 인수분해할 수 있는 확대체 {\displaystyle K}가 항상 존재한다.

이 따름정리는 귀납법으로 쉽게 증명할 수 있다. 이것은 크로네커 정리의 일반화된 형태인데, 이것을 크로네커 정리 자체로 보기도 한다.
이 정리의 간단한 응용으로, 실계수의 임의 n차 다항식 {\displaystyle f(x)}에 대하여 이 다항식이 반드시 n개의 영점(중근 포함)을 갖도록 하는 실수 집합 {\displaystyle \mathbb {R} }의 확대체 {\displaystyle K}가 존재함을 알 수 있다. 실제로 대수학의 기본정리에 의하면, 이 확대체 중 하나는 복소수 집합 {\displaystyle \mathbb {C} }가 된다. 또 대수학의 기본정리와 크로네커 정리를 결합하면, 복소수의 모든 원소는 {\displaystyle \mathbb {C} } 상에서 대수적이며 임의의 복소계수다항식이 차수만큼의 영점을 갖는 최소의 확대체는 {\displaystyle \mathbb {C} } 자신이다. 따라서 {\displaystyle \mathbb {C} }에 포함되는 모든 체의 대수적 폐포는 {\displaystyle \mathbb {C} }임을 알 수 있다.

## 역사
독일의 수학자 레오폴트 크로네커가 발표하였다. 크로네커는 이 정리를 통해 임의의 체에 대한 분해체의 존재성을 구성적 기법으로 증명하였다.

## 같이 보기
- 체
- 분해체
- 확대체
- 다항식환

## 참고 문헌
- 김주필, 『알기 쉬운 대수학』, 도서출판 대선, 2002